# Удмуртський виступ

2в — Удмуртський виступ

Удму́ртський ви́ступ (рос. Удмуртский выступ) — найбільша геологічна структура першого порядку на території Удмуртії в будові Татарського склепіння Східноєвропейської платформи.
Структура знаходиться на захід від Іжевська і витягнута субмеридіонально приблизно по лінії Кізнер — Вавож — Ува — Нові Зятці — Красногорське. На півночі межує з Верхньокамською западиною, в південній частині — з Нижньокамською зоною лінійних дислокацій. На відміну від Немського виступу, є наскрізним, який прослідковується на всіх структурним поверхам осадів платформового чохла. Нижні горизонти (девонські, кам'яновугільні та нижньопермські) формують місцями добре виражені вали (Красногорський, Піонерський). З такими валами часто пов'язані родовища та прояви нафти (Красногорське, Золотовське, Сектирське).